# Epiphragma (Epiphragma) dysaithrium
Epiphragma (Epiphragma) dysaithrium is een tweevleugelige uit de familie steltmuggen (Limoniidae). De soort komt voor in het Oriëntaals gebied.